# 荔枝角道
荔枝角道（英語：Lai Chi Kok Road）是香港九龍的一條主要道路。其定線與長沙灣道平行，都是連接深水埗、長沙灣及荔枝角一帶。道路南端連接旺角北太子彌敦道，北端連接葵涌道，全長約3.6公里，由西九龍走廊至荔枝角大橋的一小段屬於5號幹線的一部份。

## 歷史
最初荔枝角道分成兩段，分別為彌敦道至欽州街連接深水埗軍營，以及荔枝角灣畔（現荔灣道）至青山道近荔枝角消防局。深水埗區於1920年代開始進行填海工程時，其物料主要從荔枝角山麓和大埔道等地的山丘開墾而成，為方便運送填海物料，承建商沿荔枝角道鋪上臨時鐵路，並以德考維爾火車頭和側卸卡車等運送填海用的砂石到填海區。在1960年代的填海工程完成後，兩段才連接起來。荔灣道至美孚巴士總站對出的一段曾俗稱荔枝角海灘道，1970年代因美荔道通車而禁止車輛駛入，並改稱萬事達廣場，現今美孚站荃灣綫大堂及月台位於其地底。

## 沿路建築
油尖旺區
- 聖公會基榮小學
- 麗華閣（Lai Wah Court）荔枝角道188-190號（188-190 Lai Chi Kok Road）
- 始創中心
- 百匯軒
- 旺角維景酒店
- 雷生春
- 萬盛閣：香港房屋協會的一個市區改善計劃項目，門牌號碼是荔枝角道168號，1994年落成入伙，有兩座樓宇，共提供104個單位。其特點是門牌頂部仍保留大型的房協舊有標誌，未隨房協轉換，至於基座是一間超級市場和一間麥當勞餐廳。[4]
- 滙
- 位元堂總店

深水埗區
- 欽州街小販市場
- 深水埗警署
- 麗安邨
- 麗閣邨
- 深水埗公園
- 深水埗公園游泳池
- 長沙灣屠場重建計劃
- 長沙灣蔬菜批發市場
- 港專黃克競分校
- 宏昌工廠大廈
- D2 Place一期
- 荔枝角道888號
- 宇晴軒
- 昇悅居
- 泓景臺
- 一號·西九龍
- 美孚新邨

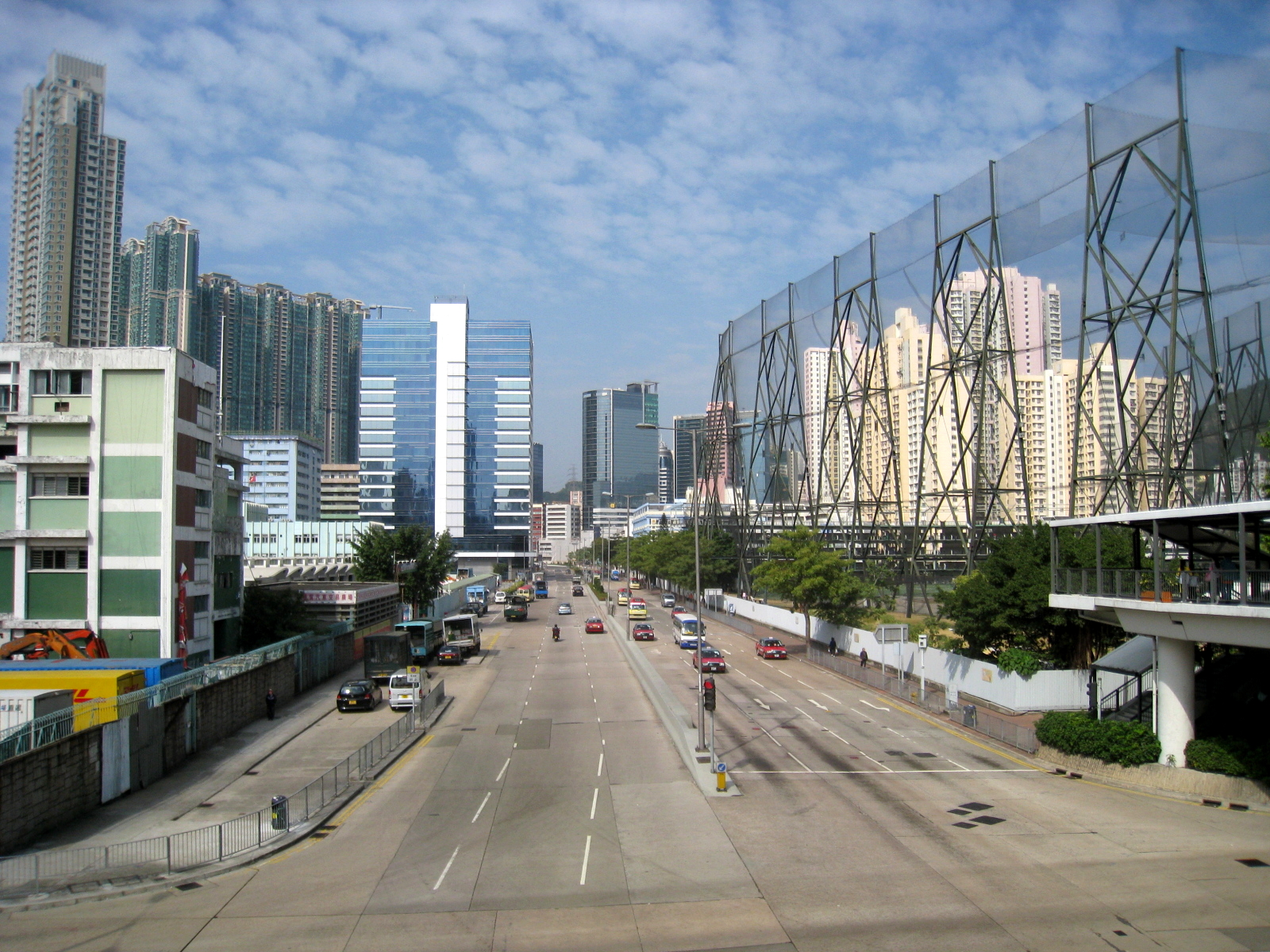
荔枝角道近東京街（2008年），右方仍為高爾夫球練習場
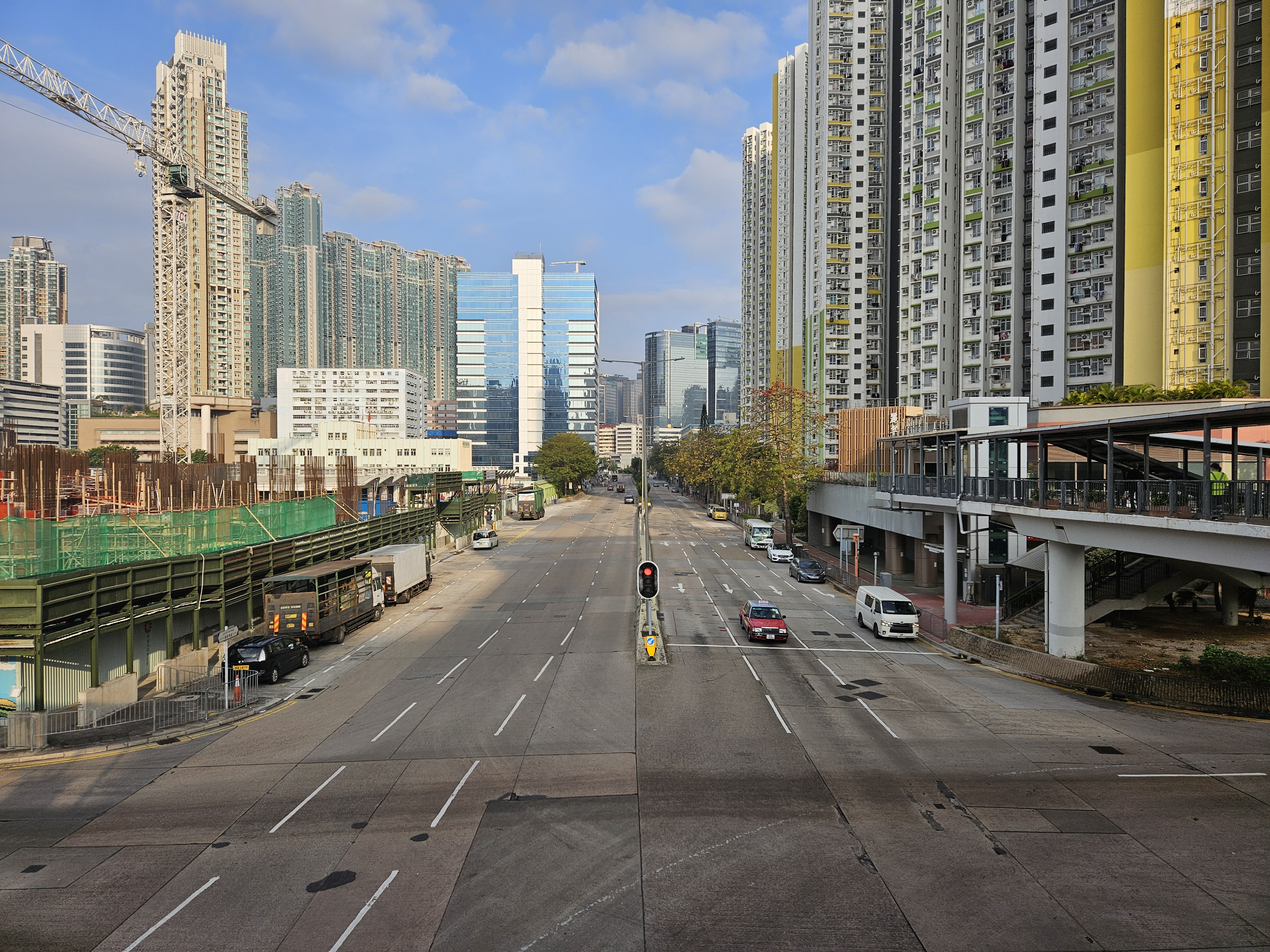
荔枝角道近東京街（2024年）
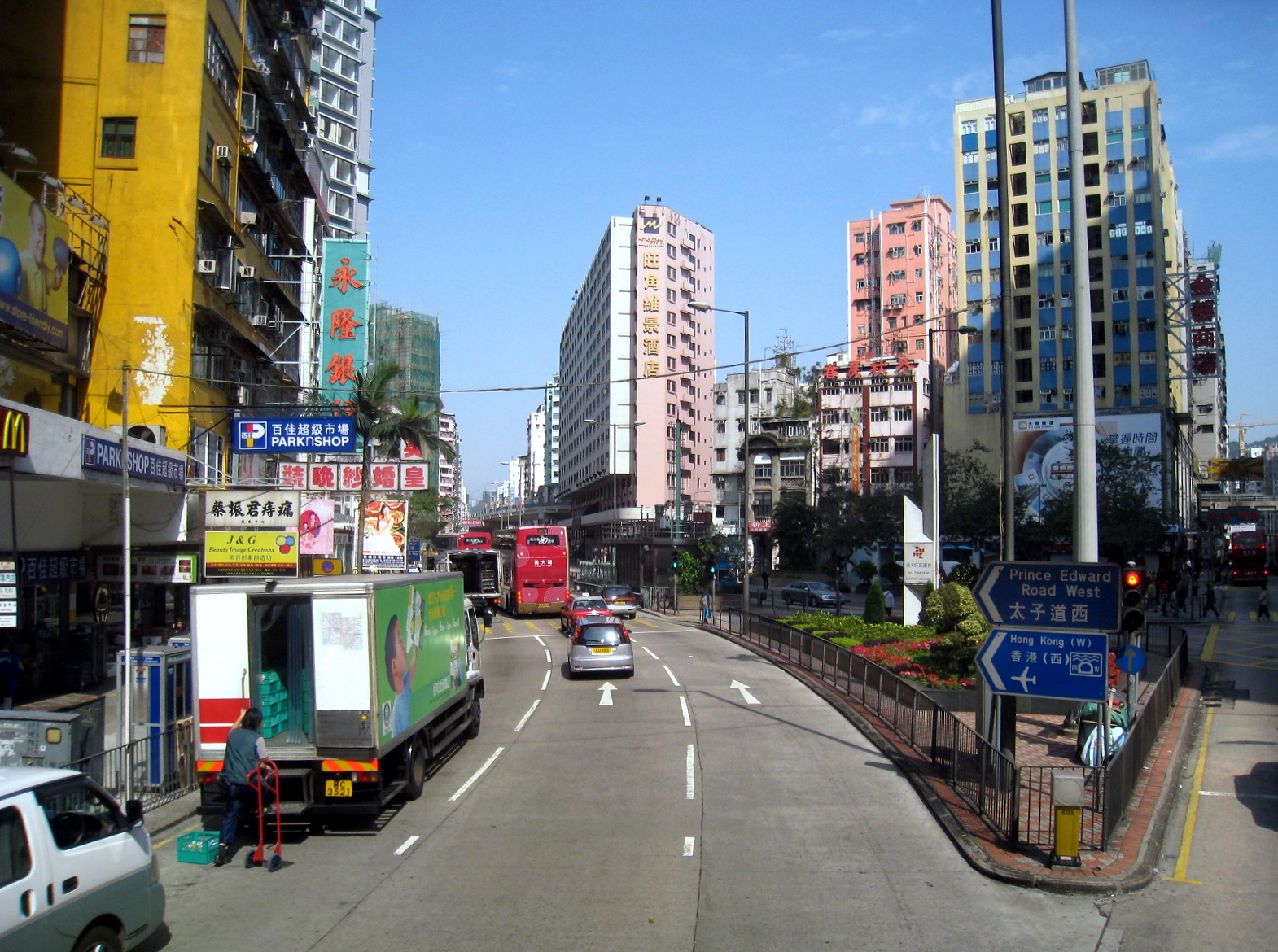
由彌敦道北行線望向荔枝角道起點
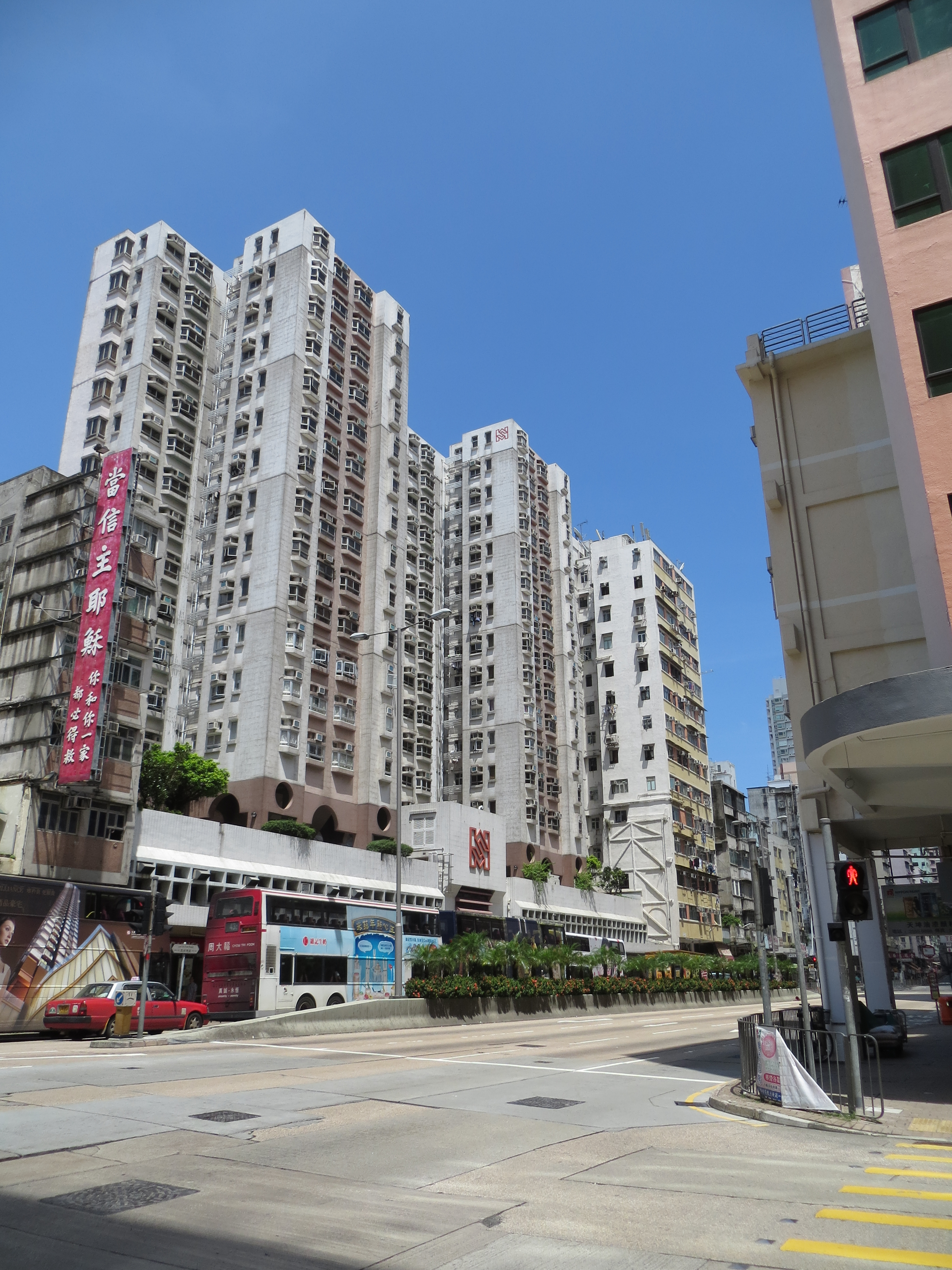
荔枝角道與楓樹街（右）交界，前方建築物為萬盛閣
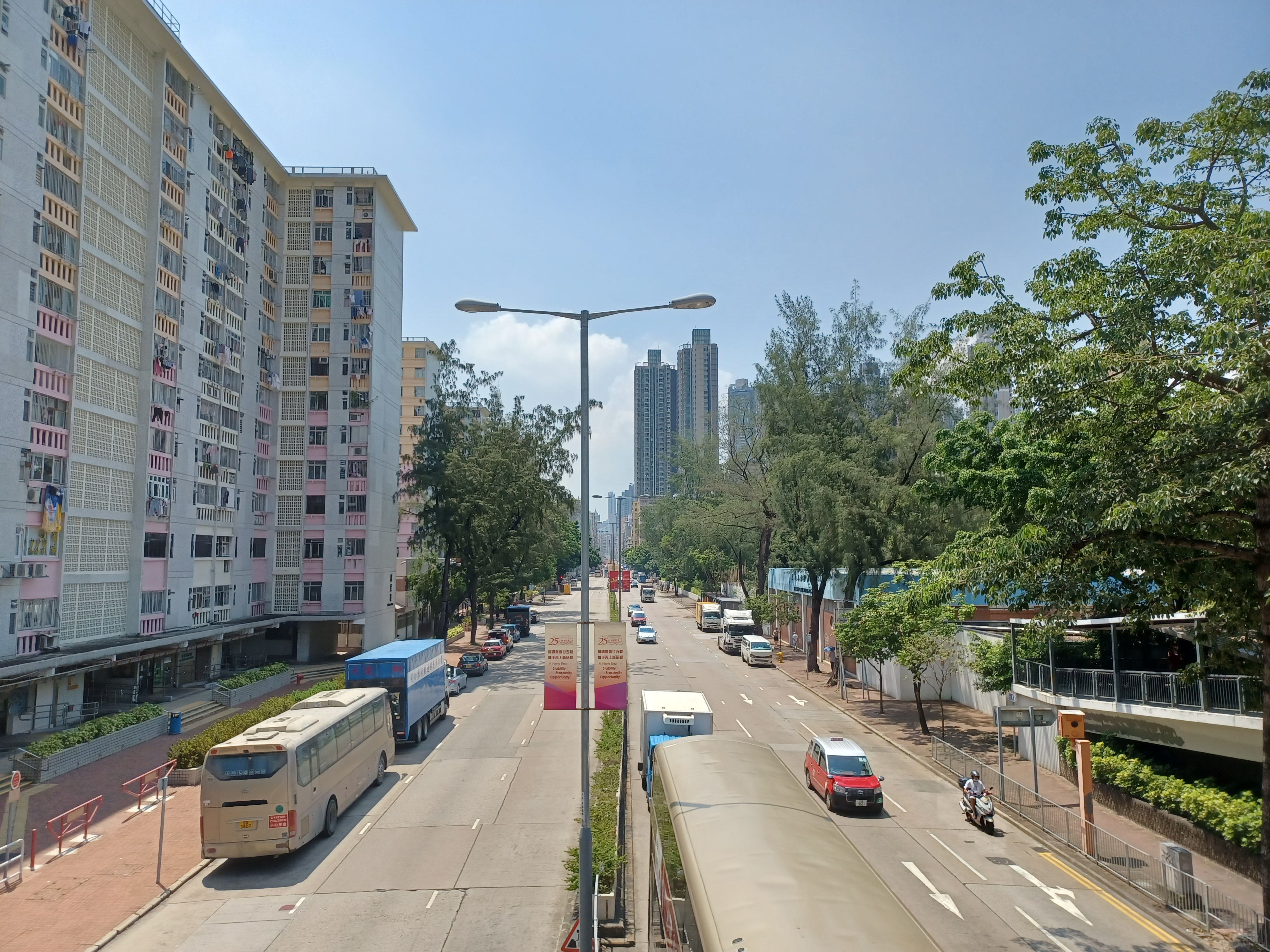
荔枝角道近麗閣邨
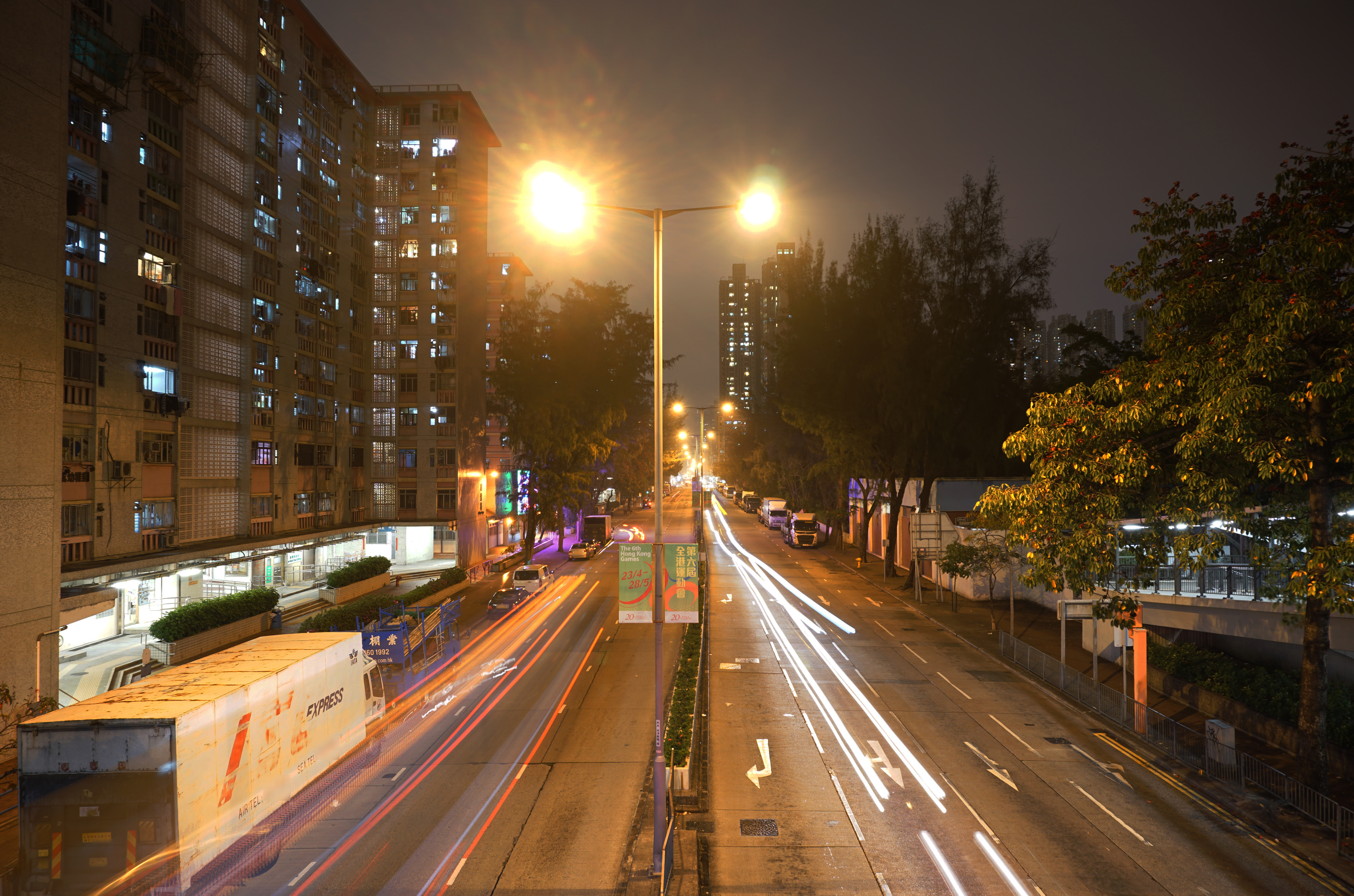
荔枝角道近麗閣邨
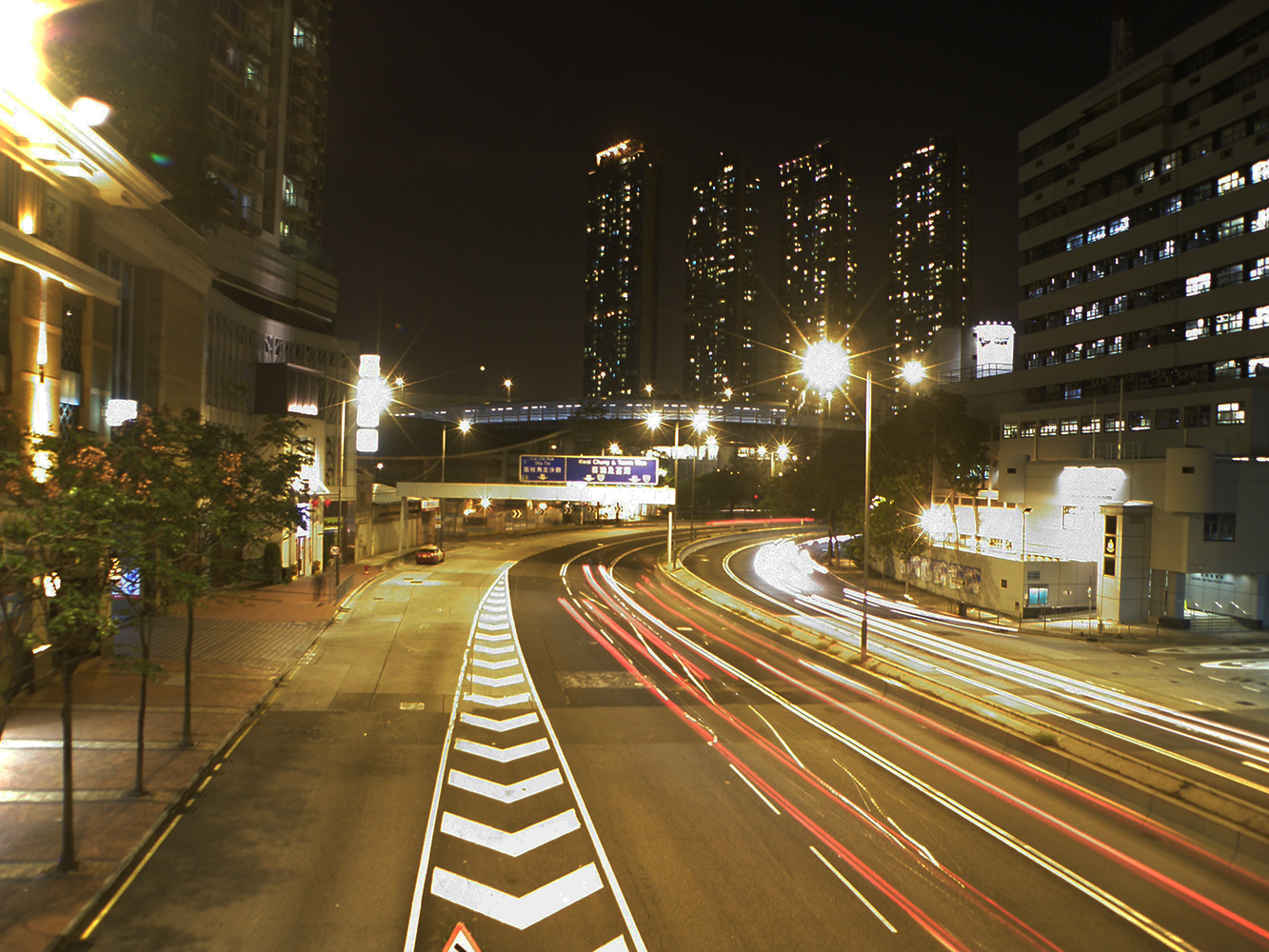
荔枝角道介乎泓景臺與長沙灣警署之間

## 沿線街道交界
- 彌敦道
- 鴉蘭街
- 砵蘭街
- 上海街
- 太子道西
- 廣東道
- 柏樹街
- 白楊街
- 塘尾道
- 楓樹街
- 界限街
- 黃竹街
- 石硤尾街
- 南昌街
- 北河街
- 桂林街
- 欽州街
- 東京街
- 發祥街
- 興華街
- 長沙灣徑
- 大南西街
- 通州街
- 葵涌道
- 月輪街
- 寶輪街
- 百老匯街
- 美荔道

## 出口
| 荔枝角道                 | 荔枝角道 | 荔枝角道                    |
| ------------------------ | -------- | --------------------------- |
| 東行（荃灣方向）         | 出口編號 | 西行（觀塘方向）            |
| 連接葵涌道 、荔枝角道    |          |                             |
| 荔枝角道路段終點         |          | 荔枝角道路段起點            |
| 不適用                   | 8B       | 長沙灣 連接長茂街、荔枝角道 |
| 荔枝角道路段起點         |          | 荔枝角道路段終點            |
| 連接西九龍走廊、荔枝角道 |          |                             |

## 外部連結
- 荔枝角道地圖 （页面存档备份，存于）

| 论 编 | 香港5號幹線 |  |
| |             |  |
| 啓福道 – 啟德隧道 – 東九龍走廊 – 漆咸道北 – 漆咸道南 – 加士居道天橋 – 渡船街天橋 – 西九龍走廊及西九龍走廊西 – 荔枝角道 – 葵涌道（包括荔枝角大橋） – 荃灣路 |             |  |
| |             |  |

22°19′53.148″N 114°9′25.0806″E / 22.33143000°N 114.156966833°E